# غبار معدني

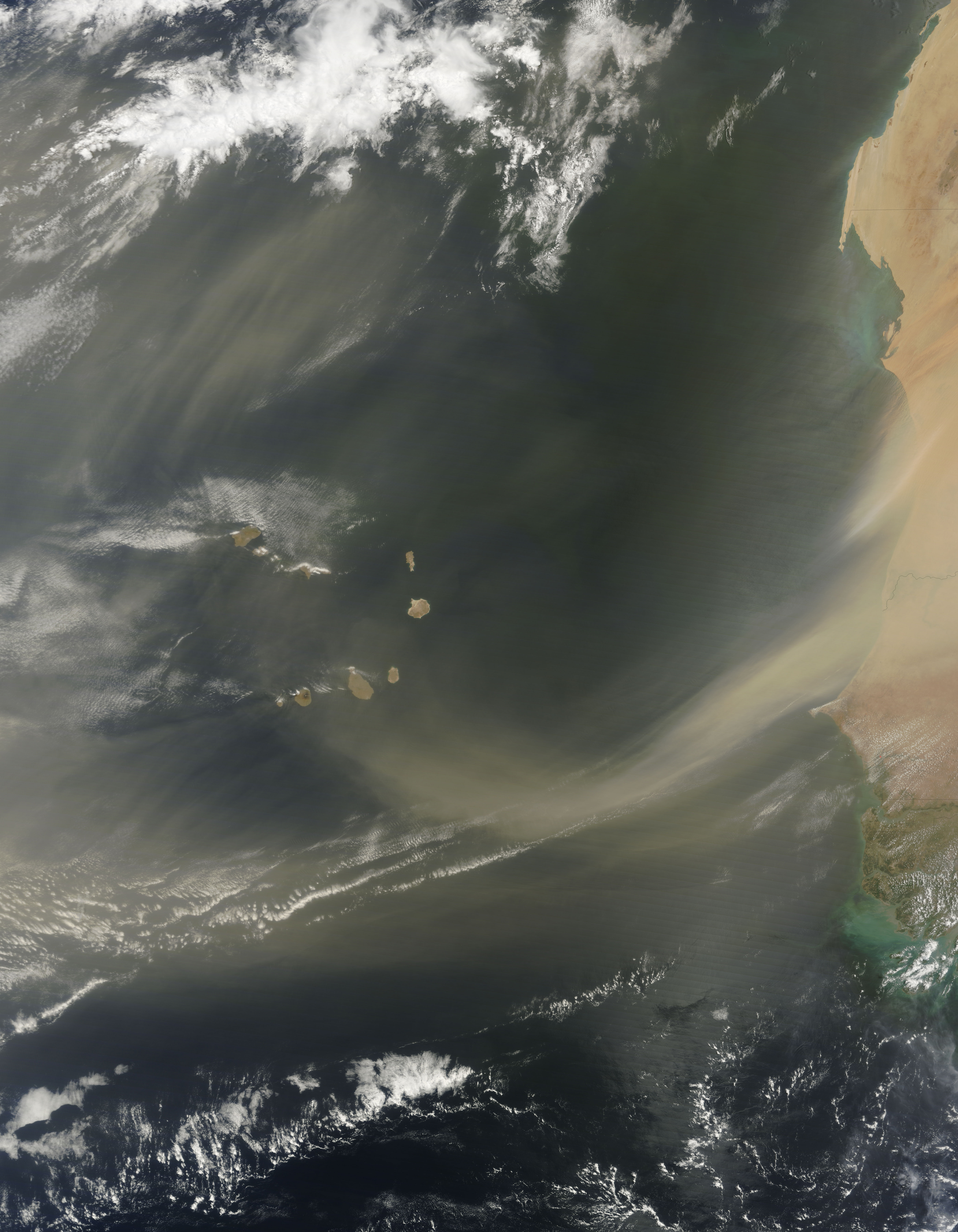
أعمدة الغبار قبالة غرب أفريقيا.

الغبار المعدني (بالإنجليزية: Mineral dust)‏ هو نوع من الجسيمات المعلّقة في الهواء ناتجة من تفكك المعادن الموجودة في التربة وانتقالها للهواء، يتكون الغبار في معظمه من أكاسيد المعادن والكربونات، ويساهم النشاط البشري على الأرض بما يقارب 30% من محتوى هذا الغبار، أما معظم الغبار فيتنج من الصحراء الكبرى ثم ينتشر منها إلى أن يصل للبحر الأبيض المتوسط (مصدر المطر المُغبر) والبحر الكاريبي، ثم من خلالهما إلى أوروبا وشمالي أمريكا الجنوبية ثم أمريكا الوسطى و‌الشمالية، يجدر الإشارة إلى أن هذا الغبار تحديدا يلعب دورا هاما في وصول المُغذيات من المعادن إلى غابة الأمازون.
مصدر آخر من الغبار المعدني هو صحراء جوبي، حيث يؤثر الغبار الذي ينتج منها على شرق آسيا وغربي أمريكا الشمالية.

## المواصفات
يتكون الغبار المعدني بشكل أساسي من الأكاسيد مثل (SiO2 ،Al2O3 ،FeO ،Fe2O3 ،CaO، وغيرها) ومن الكربونات مثل (CaCO3 ،MgCO3) والتي تشكّل معا مكونات قشرة الأرض.
يقدّر الانبعاث العالمي من الغبار المعدني بحوالي 1000-5000 طن سنويا يأتي معظمه من الصحاري، لذلك يعتبر هذا الغبار من فئة العوالق الجوية طبيعية المنشأ، الأ إنه ومع ذلك فإن هناك نسبة تقدّر بالربع تقريبا من هذا الغبار تنتج من النشاطات البشرية، تحديدا تلك التي تتعلق باستعمال الأراضي والتغيّر المستمر في طريقة إستغلالها، أو تلك التي تؤدي إلى التصحّر.
يجدر الإشارة إلى أنه إذا وجد تركيز عالٍ من هذا الغبار في الجو فإنه ينتج بعض التأثيرات منها، التسبب بمشاكل تنفسية لبعض الأشخاص، كذلك ظهور بعض السحب من الغبار والتي تظهر بألوان مختلفة أثناء غروب الشمس.